# ناطحة سحاب (مسلسل)
ناطحة سحاب مسلسل كويتي درامي عام 2022م من إخراج عيسى ذياب وتأليف نوف المضف.

## القصة
تعيش عامرة حياة هادئة، وتحاول العمل بجد طوال الوقت، واستثمار أموالها ووقتها في تبني الشخصيات الموهبة، وبناء مشاريع تجارية عظيمة، فتتعرف على الشاب رافد، وتعجب بموهبته وتقرر الاستثمار فيه.

## طاقم العمل
- سعاد عبد الله (عامرة)
- يعقوب عبد الله (عبد الرحمن منان)
- شيماء علي (سمر)
- فهد عبد المحسن (خلدون)
- حسين المهدي (رافد)
- نور (راوية)
- فخرية خميس (عنان)
- عبد العزيز صفر (طارق)
- مبارك سلطان (سالم)
- روان العلي (منيرة)
- رانيا شهاب (بشاير)
- هدى حمدان (غزلان)